# Балка Сухая (памятник природы)
Балка Сухая — ботанический памятник природы местного значения в Ясиноватском районе Донецкой области, возле села Балка Сухая. 
Статус памятника природы присвоен решением Донецкого облисполкома № 7 от 9 января 1991 года. Площадь — 150 га. На территории Балки Сухой произрастает 38 видов лекарственных растений. Три вида из произрастающих здесь растений занесены в Красную книгу Украины: ковыль волосистый, ковыль Лессинга, ковыль украинский.